# 三田村武夫

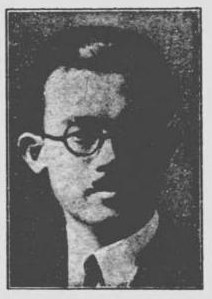
三田村武夫

三田村 武夫（みたむら たけお、1899年6月11日 - 1964年11月24日）は、日本の政治家、官僚。
岐阜県揖斐郡川合村（現・大野町）出身。警察講習所（現・警察大学校）卒業。内務省警保局、拓務省管理局勤務を経て、1937年、衆議院議員に当選し議員活動を開始。正四位勲二等。
中野正剛の部下として東方会で活動した。

## 政治活動・思想
1936年に一度落選した後、1937年（昭和12年）第20回衆議院議員総選挙で岐阜県2区に立候補し当選。
三田村は1938年に日中戦争の武漢作戦に際して、漢口陥落後には日本と中国の和平の道が開けるとする報道を「不愉快」で「馬鹿げた」態度であるとし、日本は他国から和平調停を申し出られても取り合わず武力による「国民政府抹殺」を徹底すべきであると提言した。
三田村は中野正剛が主宰した国家社会主義的右翼政党東方会の同人の一人となり、当初翼賛選挙を批判した。一方で、三田村は1941年に東方会の活動方針を説明する中で、「対米態度も愈々最後の処まで来た様でありますから、此の際我々は根本方針たる南進断行を文書やビラ演説会、座談会等を通じて強調し大いに国論の高揚に努め以て政府を鞭撻して行き度いと思ひます」と述べた。
1943年の夏、中野正剛の指示の下、三田村は東条内閣打倒のため、近衛文麿・岡田啓介などの重臣に働きかける工作を行い、これが元で三田村は9月に検挙された（中野正剛事件）。三田村は10月に監視付きで釈放され、衆議院に登院しないことを誓約した。
戦後、中野と東方会の意志を継ぐものとして独立自由連盟を結成した。
1951年（昭和26年）に辻宣夫、小島玄之らと「日本青少年善導協会」を設立し反共産主義の啓蒙活動をすることを計画したが、当時の法務総裁木村篤太郎の助言により、暴力に訴える「反共抜刀隊」構想に切り替えた。これは吉田茂の反対に遭うなどして頓挫したと言われている。

## 評価
小木曽旭晃によれば「雄弁家」「法理に明るい」。
塩崎弘明は三田村の著書『戦争と共産主義』は、「統制派アカ」論の最たるもので、「論理の倒錯」に満ちた「陰謀史観」だと評する。評論家の竹山道雄は1955年の連載で、『戦争と共産主義』における三田村の主張を「かなり大きな部分的真理」だとしながらも、歴史の動きを一つの原因にのみ帰着させる考え方には否定的であり、赤謀略説を大東亜戦争の「一切を解く鍵」とする論調に疑問を呈した。
岸信介は三田村の著書『戦争と共産主義』に序文を寄せ賞賛した。

## 略歴
- 1928年6月 - 内務省警保局勤務（- 1932年1月）
- 1932年10月 - 拓務省管理局勤務（- 1935年6月）
- 1936年2月 - 第19回衆議院議員総選挙に立候補、落選
- 1937年4月 - 第20回衆議院議員総選挙に立候補、当選
- 1942年4月 - 第21回衆議院議員総選挙に立候補、当選
- 1943年9月6日 - 警視庁に逮捕される（言論、出版、集会、結社等臨時取締法違反[21]）
- 1946年2月 - 公職追放[22]
- 1951年8月 - 追放解除[23]
- 1952年10月 - 第25回衆議院議員総選挙に無所属（岐阜1区）から立候補、落選[24]
- 1953年4月 - 第26回衆議院議員総選挙に日本自由党（岐阜1区）から立候補、落選[24]
- 1955年2月 - 第27回衆議院議員総選挙に日本民主党（岐阜1区）から立候補、当選[24]
- 1958年5月 - 第28回衆議院議員総選挙に自由民主党（岐阜1区）から立候補、当選[24]
- 1960年11月 - 第29回衆議院議員総選挙に自由民主党（岐阜1区）から立候補、落選[24]
- 1963年11月 - 第30回衆議院議員総選挙に自由民主党（岐阜1区）から立候補、当選[24]
- 1964年11月24日 - 死去

## 著書
- 『警察強制の研究 : 実務と理論』（松華堂書店、1930年）
- 『改正違警罪即決例解説』（松華堂書店、1931年）
- 『運転手法律必携 : 路上の弁護士』（落合正隆、法文社、1932年）
- 『現代青年の常識 : 知らねばならぬ』（報国社、1932年）
- 『時事問題早わかり : 今日の常識』（報国社、1932年）
- 『川添巡査の妻 : 満洲事変警察美談』（松華堂書店、1934年）
- 『非常時読本』（松華堂書店、1934年）
- 『支那はどうなる : 支那を舞台とする英・米・露と日本』（時事研究社、1935年）
- 『時事解説. 第1輯』（時事研究社、1935年）
- 『庶政一新論』（時事研究社、1936年）
- 『時局国民読本』（剣聖会出版部、1936年）
- 『不穏文書臨時取締法釈義』（時事研究社、1936年）
- 『近衛内閣に直言す : 断乎第三国の妄動を排撃し肉弾殉国の戦果を完ふせよ』（国民戦線社、1938年）
- 『戦時国民読本』（国民戦線社、1938年）
- 『東方会何を為すか』（東方会出版部、1941年3月）
- 『日本再建五ヶ年計畫』（民權同士會出版部、1946年5月）
- 『戦争と共産主義 : 昭和政治秘録』（三田村武夫、民主制度普及会、1950年）
- 『中野正剛は何故自刃したか!』（武蔵野出版社、1950年1月）
- 『警告の記録 : 中野正剛自刃20周年に当って』（政治科学研究所、1963年10月）
- 『大東亜戦争とスターリンの謀略』（『戦争と共産主義』の改題、自由社、1987年1月）ISBN 4915237028